# Ахмед Закі
Ахмед Закі (англ. Ahmed Zaki; 16 квітня 1931 — 15 листопада 1996, Лондон, Велика Британія) — прем'єр-міністр і міністр закордонних справ Мальдів (1972—1975).

## Життєпис
Освіту отримав на Цейлоні.
У 1953—1956 рр. — службовець телеграфу, У 1956—1959 рр. — представник Мальдів в Цейлоні, У 1959 році — заступник міністра у справах громадських фондів, У 1959—1960 рр. — заступник міністра торгівлі і продовольства, У 1960—1968 рр. — спікер меджлісу (парламенту), міністр торгівлі та продовольства, міністр юстиції, У 1968—1975 рр. — міністр закордонних справ Мальдвівів, У 1972—1975 рр. — прем'єр-міністр Малдівів, У 1979—1983 рр. — постійний представник Мальдіві при Організації Об'єднаних Націй.
У 1983 році — представник в комісії Європейських співтовариств, У 1983—1990 рр. — генеральний прокурор Мальдівів, У 1990—1993 рр. — спікер меджлісу Мальдівів, У 1993—1996 рр. — постійний представник Мальдіві при Організації Об'єднаних Націй, У 1996 році — Надзвичайний і Повноважний Посол Мальдівів у Великій Британії.